# Gustav Sichelschmidt
Gustav Sichelschmidt né le 31 janvier 1913 à Remscheid et mort le 9 décembre 1996, est un essayiste allemand.

## Œuvres
- Die Wüste wächst, Düsseldorf 1979
- Nach uns die Sintflut, Düsseldorf 1981
- Deutschland in Gefahr - Eine zeitkritische Zwischenbilanz
- Deutschland verblödet, Kiel : Arndt, 2002, 3., überarb. Aufl.
- Wie im alten Rom - Dekadenzerscheinungen damals und heute
- Der ewige Deutschenhass - Hintermänner und Nutzniesser des Antigermanismus
- Verblöden die Deutschen? - Analyse und Bilanz eines Niveauabstieges oder Macht Wohlstand dumm?
- Tollhaus Deutschland - Der tägliche Wahnsinn
- Theodor Fontane - Lebensstationen eines großen Realisten
- Adalbert Stifter - Leben und Werk, Hohenstaufen-Verlag, 1988
- Stoppt das Bonner Narrenkarussell - Deutschland wird leben!
- Nationalmasochismus - Diagnose einer deutschen Zeitkrankheit
- Liebe, Mord und Abenteuer - Eine Geschichte der deutschen Unterhaltungsliteratur
- Deutschland, eine amerikanische Provinz? - Der große Seelenmord
- Im Zug nach Nirgendwo - Deutschland im freien Fall
- Vor Preußen wird gewarnt, Kiel : Arndt, 2001
- Mein Gott, wo sind wir hingeraten? - Gereimtes und Ungereimtes aus Deutschland
- So schrieb Berlin - Eine Geschichte der Berliner Literatur. Berlin 1971
- Verrat der Menschenwürde - Ein Appell in zwölfter Stunde
- Deutschlands Ausverkauf
- Die Herrschaft der Internationalisten - Deutschlands innere Feinde
- Wilhelm Busch - Der Humorist der entzauberten Welt. Eine Biographie
- Verschwiegen und vergessen: Nationale deutsche Autoren im 20. Jahrhundert. Verlagsgesellschaft Berg, Berg am Starnberger See 1997.  (ISBN 3-86118-067-7)
- Dennoch die Schwerter halten, Inning am Ammersee : VGB, Verl.-Ges., 2004
- Im Zug nach Nirgendwo, Kiel : Arndt 2003
- Leuchtendes Leben, Inning am Ammersee : VGB, Verl.-Ges., 2003